# José Neris
José Pablo Neris Figueredo (ur. 13 marca 2000 w Montevideo) – urugwajski piłkarz występujący na pozycji napastnika, od 2023 roku zawodnik argentyńskiego Colónu.